# NGC 4010
NGC 4010 في الفهرس العام الجديد، هي مجرة، تقع في كوكبة الدب الأكبر. اكتشفت في 26 أبريل 1830 بواسطة جون هيرشل.

## روابط خارجية
- NGC 4010 على موقع ويكي سكاي: DSS2, SDSS, GALEX, IRAS, Hydrogen α, X-Ray, Astrophoto, Sky Map, Articles and images